# Italo Dell'Oro
Italo Dell'Oro (Malgrate, 20 giugno 1953) è un vescovo cattolico e missionario italiano, dal 18 maggio 2021 vescovo titolare di Sucarda ed ausiliare di Galveston-Houston.

## Biografia
Nasce a Malgrate, oggi in provincia di Lecco ed arcidiocesi di Milano, il 20 giugno 1953. Cresce a Valmadrera con la famiglia, formata dai genitori Giuseppe e Silene Crippa e dalle sorelle Michela e Edy. È primo cugino del vescovo Adelio Dell'Oro.

### Formazione e ministero sacerdotale
Mentre compie gli studi nella scuola media di Valmadrera, partecipa in squadra al quiz televisivo "Chissà chi lo sa?". Dopo aver concluso l'istituto tecnico "Badoni", inizia a lavorare in un'azienda metalmeccanica lecchese. Frequenta le attività parrocchiali e dell'oratorio, allora gestito da don Luigi Stucchi (poi vescovo ausiliare di Milano).
Maturata la vocazione al sacerdozio, entra nel noviziato dei chierici regolari di Somasca. Frequenta il biennio filosofico nel seminario di Monza; tra il 1977 e il 1978 si prepara alla prima professione dei voti a Parzano di Orsenigo. Dal 1978 al 1981 frequenta il triennio teologico al Pontificio ateneo Sant'Anselmo a Roma, presso cui consegue il baccalaureato in teologia nel 1982. Il 13 settembre 1981 emette la professione solenne dei voti durante una celebrazione eucaristica nella chiesa parrocchiale di Sant'Antonio a Valmadrera.
L'11 settembre 1982 è ordinato presbitero, nel santuario del Santissimo Crocifisso a Como, dal vescovo Teresio Ferraroni. Il giorno seguente celebra la sua prima Messa a Valmadrera.
Dopo l'ordinazione è incaricato della cura dei ragazzi dei padri Somaschi nella casa di Magenta, fino al 1985; in tale anno è inviato negli Stati Uniti d'America: per 7 anni è nel New Hampshire, dove si occupa dei ragazzi di un centro terapeutico. Nel 1988 ottiene un master in consulenza psicologica presso la "Rivier University" nel New Hampshire.
Nel 1992 è trasferito nell'allora diocesi di Galveston-Houston; lì è parroco della parrocchia dell'Assunzione e al contempo è a servizio dei padri Somaschi: è promotore vocazionale e, per due anni, il loro formatore. Nel 2015 è nominato vicario episcopale per il clero e nel 2016 vicario episcopale per i matrimoni, mentre nel 2021 diventa anche vicario generale dell'arcidiocesi di Galveston-Houston.

### Ministero episcopale
Il 18 maggio 2021 papa Francesco lo nomina vescovo ausiliare di Galveston-Houston e vescovo titolare di Sucarda. Il 2 luglio seguente riceve l'ordinazione episcopale, nella concattedrale del Sacro Cuore a Houston, dal cardinale Daniel DiNardo, co-consacranti i vescovi Michael James Sis e Brendan John Cahill.

## Genealogia episcopale
La genealogia episcopale è:
- Cardinale Scipione Rebiba
- Cardinale Giulio Antonio Santori
- Cardinale Girolamo Bernerio, O.P.
- Arcivescovo Galeazzo Sanvitale
- Cardinale Ludovico Ludovisi
- Cardinale Luigi Caetani
- Cardinale Ulderico Carpegna
- Cardinale Paluzzo Paluzzi Altieri degli Albertoni
- Papa Benedetto XIII
- Papa Benedetto XIV
- Papa Clemente XIII
- Cardinale Marcantonio Colonna
- Cardinale Giacinto Sigismondo Gerdil, B.
- Cardinale Giulio Maria della Somaglia
- Cardinale Carlo Odescalchi, S.I.
- Cardinale Costantino Patrizi Naro
- Cardinale Lucido Maria Parocchi
- Papa Pio X
- Cardinale Gaetano De Lai
- Cardinale Raffaele Carlo Rossi, O.C.D.
- Cardinale Amleto Giovanni Cicognani
- Arcivescovo James Joseph Byrne
- Vescovo Lawrence Donald Soens
- Cardinale Daniel DiNardo
- Vescovo Italo Dell'Oro, C.R.S.